# Karl Friedrich Mohr

Karl Friedrich Mohr (4 de novembre de 1806, Coblença - 28 de setembre de 1879, Bonn) va ser un farmacèutic alemany famós per la seua premissa del principi de la conservació de l'energia. El sulfat doble d'amoni i ferro (II) hexahidratat, (NH₄)₂Fe(SO₄)₂.6H₂O, també és anomenat com a sal de Mohr degut a un gran avanç de la metodologia de les valoracions que va realitzar.

## Biografia
Va ser un xiquet delicat i fill d'un farmacèutic benestant de Coblença, i per això va rebre part de la seua educació a casa, la major part al laboratori de son pare. Açò possiblement va ser la causa de la seua habilitat per a enginyar instruments i mètodes d'anàlisi. Amb 21 anys va començar a estudiar Farmàcia a la Universitat de Heidelberg, on va ser alumne de Leopold Gmelin, i més tard a la Universitat de Berlín d'on va marxar aviat degut al còlera.
Amb la mort de son pare el 1840 va heretar-ne la farmàcia, però es va retirar per a dedicar-se a la recerca científica el 1857. Als cinquanta-set anys va haver de fer de professor adjunt a la Universitat de Bonn degut a dificultats financeres, on el 1867 va ser designat, per influència directa del kàiser, professor extraordinari de farmàcia.

## Treball

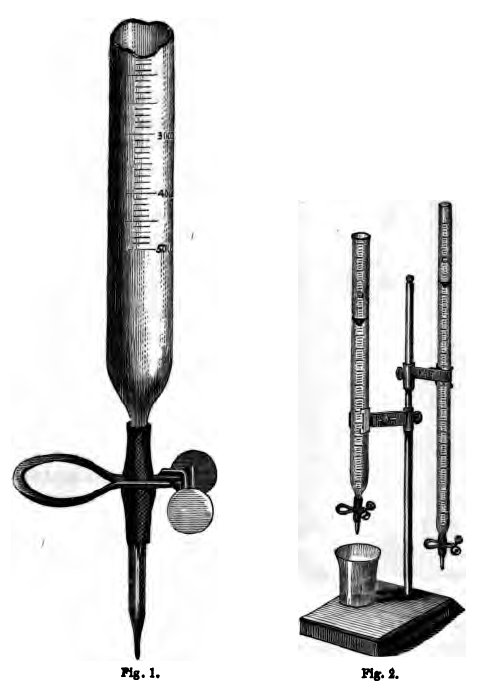
Bureta de Mohr

Mohr va ser el científic farmacèutic principal dels seus temps a Alemanya, i va ser l'autor de molts avanços en processos analítics. Va inventar una bureta millorada la qual tenia una punta al final i una gafa fent-la molt més fàcil d'usar que les anteriors, que eren més semblants a un cilindre graduat. Els seus mètodes d'ànalisi volumètric es van exposar en la seua obra Lehrbuch der chemisch-analytischen Titrir-methode (1855) (Manual de volumetria en Química Analítica), què va ser lloat per Liebig i ha tingut moltes edicions. La seua Geschichte der Erde, eine Geologie auf neuer Grundlage (1866) (Història de la Terra, una Geologia renovada) també va tindre una gran circulació.
En l'obra Ansichten über die Natur der Wärme (1837) (Parers sobre la naturalesa de la calor), va donar una de les primeres teories de la doctrina de la conservació de l'energia amb les paraules:
"A més dels 54 elements químics coneguts, hi ha al món físic un únic agent, i aquest s'anomena vigor (Energia, trad. de "Kraft"). Pot aparèixer, depenent de les circumstàncies, com el moviment, l'afinitat química, cohesió, electricitat, llum i magnetisme; i cadascuna d'aquestes formes poden canviar-se en qualsevol de les altres."